# Der Sohn der Agatha Moudio
Der Sohn der Agatha Moudio (französisch: Le Fils d’Agatha Moudio) ist der erste Roman des kamerunisch-französischen Musikers und Schriftstellers Francis Bebey (1929–2001). Er erschien 1967 im französischen Original in den Éditions Clé in Yaoundé (Kamerun) und 1969 in deutscher Übersetzung. In Deutschland folgten Neuauflagen 1987 und 1993 unter dem neuen Titel Eine Liebe in Duala.

## Schauplatz und Zeit

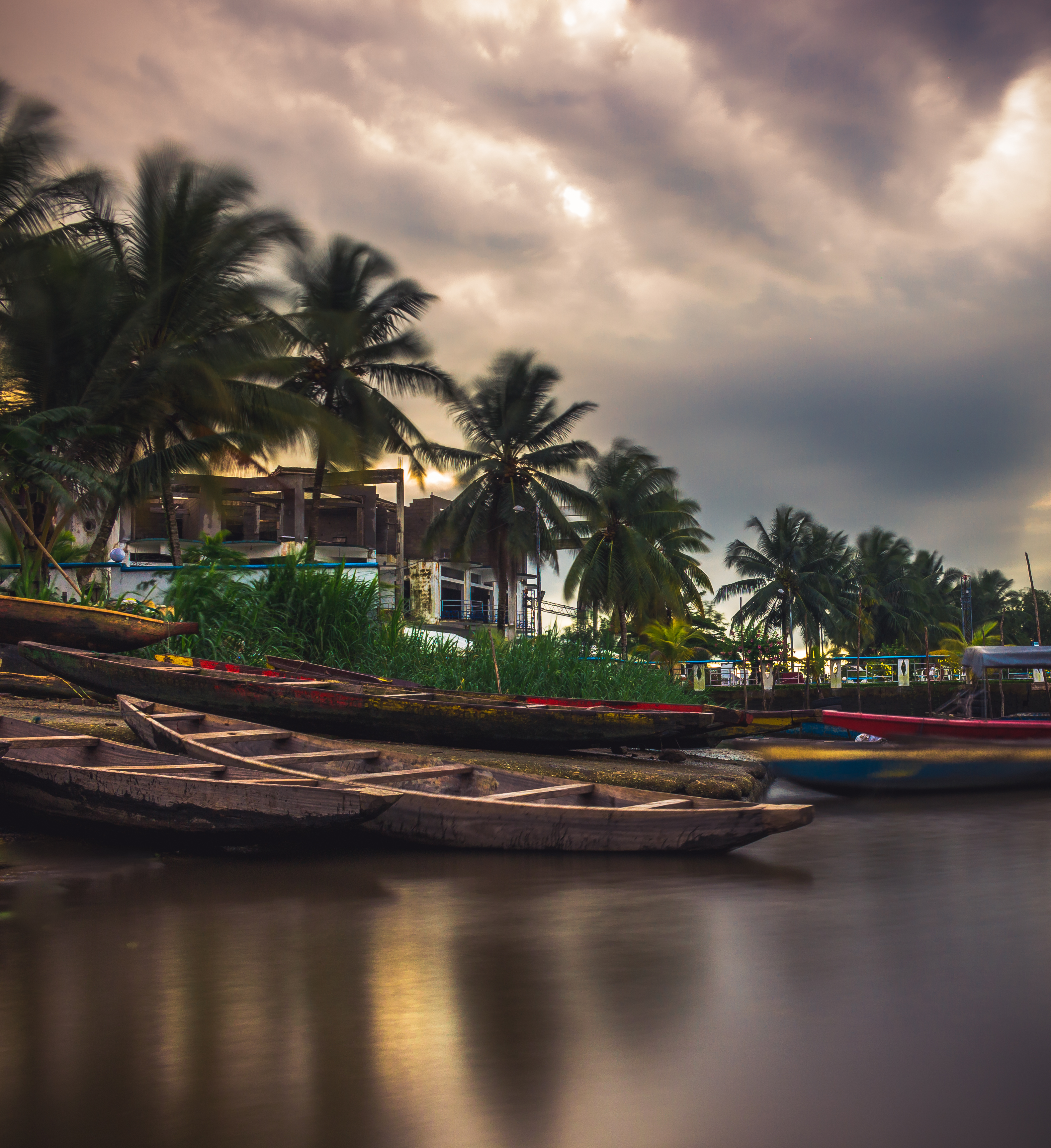
Boote am Wuri-Fluss

Der Roman spielt in der Zeit der französischen Kolonialherrschaft im noch dörflichen Umfeld von Duala an der Mündung des Wuri. Das Dorf des Erzählers und Protagonisten Mbenda heißt Bonakwan. Die mehrtägigen Fischzüge, zu denen die Männer gemeinsam auf einer Piroge auf das Meer hinausfahren, sind die traditionelle Erwerbsquelle des Dorfes.

## Aufbau und Stil
Der Roman umfasst 11 durchnummerierte Kapitel. Der Stil des Ich-Erzählers ist nicht weit von einem mündlichen Erzählton entfernt. Es gibt Stellen, an denen die Leser wie Zuhörer adressiert werden. Es handelt sich um einen biografischen Bericht Mbendas über die Jahre, in denen er erwachsen wird und im Spannungsfeld zwischen Tradition und Moderne, zwischen arrangierter Ehe und Liebesheirat, eine Familie gründet.

## Handlung

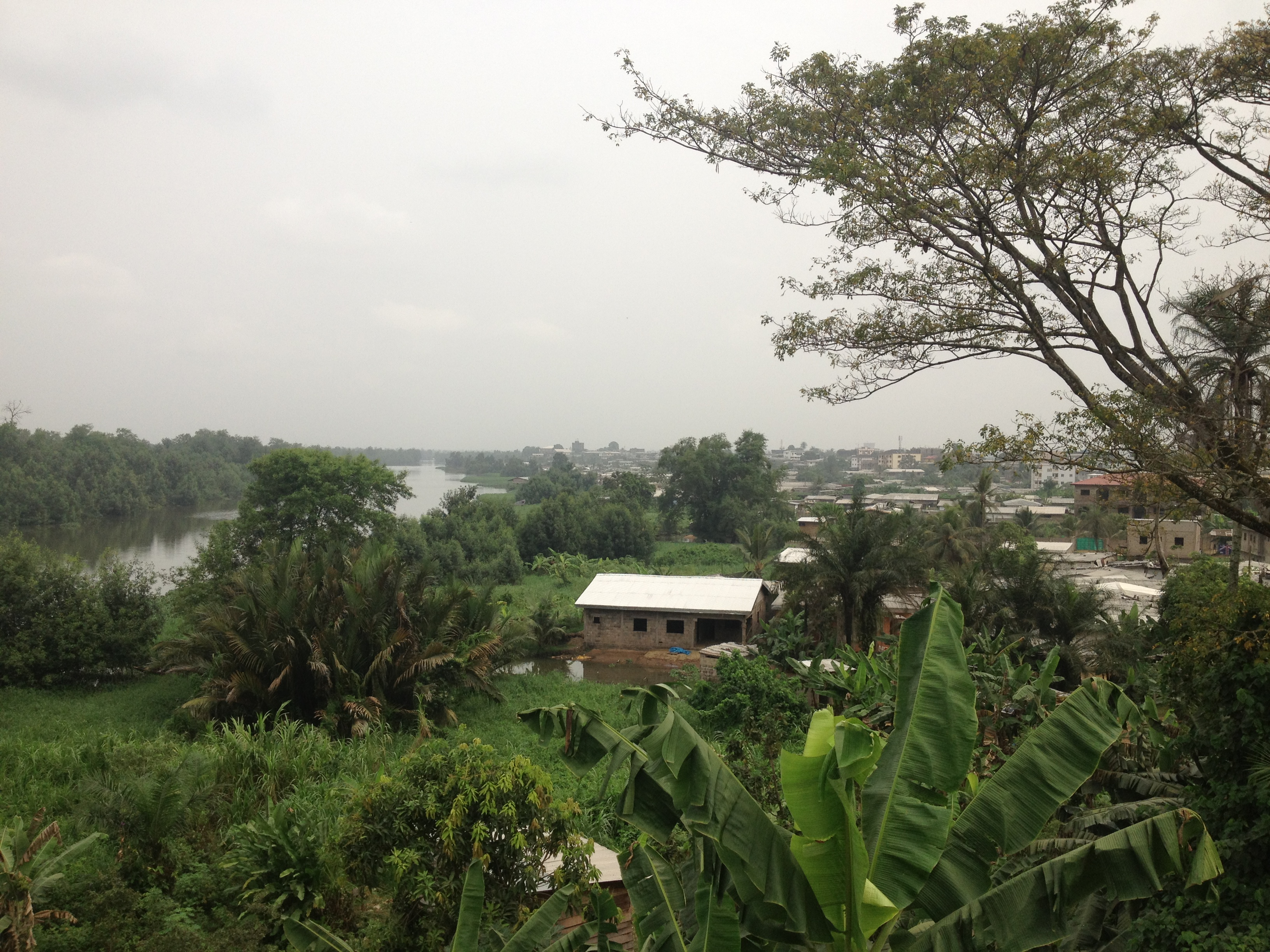
Deïdo, Fannys Dorf (2013)

Agatha Moudio ist ein Mädchen aus einem Nachbardorf. Es steht in einem zweifelhaften Ruf, weil es oft allein unterwegs ist. Manchmal ist es tagelang in der Stadt, im Viertel der Weißen. Agatha trifft sich mit Mbenda, obwohl seine Mutter das ablehnt. Es ist der Wunsch von Mbendas verstorbenem Vater, dass sein Sohn dereinst eine Tochter seines Freundes Tanga heiraten sollte. Diese Tochter, Fanny, ist inzwischen geboren und 13 Jahre alt. Mbenda nimmt es hin, dass er Fanny heiraten soll, aber er hofft, dass er vorher Agatha heiraten kann. Er ist insofern „einer uralten Überlieferung“ verhaftet, „an der die Zeit immer heftiger rüttelt: der Polygamie“.
Im 4. und 5. Kapitel wird die Brautwerbung beschrieben. Einer der Ältesten des Dorfes, der König Salomo genannt wird, ist Ansprechpartner der Mutter und führt die Verhandlungen mit der Familie des Mädchens, die hohe Geldsummen und Geschenke einheimst und die Verhandlungen in die Länge zieht. Schließlich entführen einige Jungen das Mädchen, das von Mbendas Mutter aufgenommen und auf die Haushaltsführung vorbereitet wird. Mbenda jedoch trifft sich weiter heimlich mit Agatha. Der Brunnen des Dorfes ist sozialer Treffpunkt und Informationsbörse des Dorfes. Es bleibt nichts geheim, alles spricht sich schnell herum.
Der Ablauf der Handlung wird unterbrochen durch einen Zwischenfall, infolge dessen fast der gesamte Ältestenrat für vier Jahre in das berüchtigte Zuchthaus von Mokolo im weit entfernten Norden des Landes geschickt wird. Bei diesem Zwischenfall wird das Leben von Gros Cœur bedroht, eines Dorfbewohners, der in der Kolonialverwaltung arbeitet und der im Dorf der Hexerei bezichtigt wird. Etwa in  dieser Zeit übernimmt Fanny den Haushalt von Mbenda und wird schwanger, aber nicht von ihm, der weiterhin Agatha besucht, sondern von seinem Freund.
Im 9. Kapitel ist Mbendas Mutter weiter gegen Agatha, während Fanny, die Mutter Bösblicks Hexerei widersteht, Mbenda in Bezug auf Agatha freie Hand gibt. Im 10. Kapitel wohnen bei Mbenda schließlich zwei Frauen und ein Kind im Haus, bevor es Streit gibt und Agatha das Haus verlässt. Im 11. Kapitel ist Agatha zurück und erwartet ein Kind, das am Tag vor Mbendas Rückkehr vom Hochseefischzug zur Welt kommt. Es stammt ganz offensichtlich nicht von Mbenda, weil es eine helle Haut hat. Es bereitet, wie es heißt, Mbenda „arge Gewissenspein“, aber er nimmt es ebenso bei sich auf wie vorher Fannys Kind.

## Interpretationen
Dieser Roman gehört zur ersten Generation der postkolonialen afrikanischen Romane. Er erscheint 1967, sieben Jahre nach der Unabhängigkeit. Ein wichtiges Anliegen dieser Autorengeneration ist das Erzählen aus afrikanischer statt kolonialer Perspektive. Dennoch ist dieser Roman, bemerkt W. Curtis Schade, nicht so vordergründig politisch wie sonst in dieser Zeit üblich. Episoden mit Kolonialherren, die mit Repression enden, gibt es zwar zwei in diesem Roman, der ansonsten differenzierende Töne und Techniken verwendet, durch die sich die Politik anderen Aspekten unterordnet.
Die alte und die neue Zeit treten hier eher im Alltagsleben auf und vermischen sich. Therèse Tsafack-Soumélé hebt die Mehrdeutigkeit hervor, die in den Themen, in den Handlungen und in der Schreibweise zum Ausdruck kommt. Letztere ist realistisch, subjektiv und sozial. Moderne und traditionelle Welt gehen ineinander über, es wird sowohl linear als auch über Umwege erzählt, sowohl Objektivität (klar bestimmte Orte) als auch Subjektivität spielen eine Rolle. Letztere drückt sich in Personennamen aus, aber auch in der Sprache („Verdrehtheit“), „der Kolonisierte zwingt dem Kolonialherren seine Sicht auf“, zitiert sie Aimé Césaire. Tirthankar Chanda kennzeichnet den Stil als „einfach, subtil und tief“.
Die vermeintlich rückständige afrikanische Gesellschaft erweist sich als klug und gereift, wenn Bebey die Interpretation dem Weisen des Dorfes, der König Salomo genannt wird, überlässt: Demnach gleichen sich alle Kinder bei ihrer Geburt. Erst später werden sie Frauen und Männer, die einander lieben und hassen, oftmals ohne Grund.

## Wirkungsgeschichte
Abgesehen von Übersetzungen ins Deutsche und Polnische hat Der Sohn der Agatha Moudio insbesondere in Afrika Verbreitung gefunden. 1968 wurde der Roman mit dem „Grand Prix littéraire de l’Afrique noire“, einem bedeutenden Literaturpreis Frankreichs, ausgezeichnet. In Kamerun ist er Bestandteil der Lehrpläne von Schulen. 1976 bringt Francis Bebey noch den melodiösen Chanson »Agatha« mit einem einprägsamen französischen Text auf Grundlage des Romans heraus, der ein großer Erfolg wird.

## Deutsche Übersetzungen
- Der Sohn der Agatha Moudio. Bahn 1969
  - Erste Neuauflage mit neuem Titel: Eine Liebe in Duala. Peter Hammer Verlag, Wuppertal 1987, ISBN 3-87294-354-5.
  - Zweite Neuauflage mit neuem Titel: Eine Liebe in Duala. Aus dem Französischen von Winfried Thiemer; dtv, München 1993, ISBN 3-423-11749-4.

## Weitere Rezensionen
- Fernando Lambert: Une voix nouvelle de la littérature camerounaise: Le Fils d'Agatha Moudio de Francis Bebey. In: Canadian Journal of African Studies / Revue Canadienne des Études Africaines, Vol. 9, No. 3, 1975, Special Issue: Black African Litterature. 1975, abgerufen am 9. Dezember 2023 (französisch).
- Maurice Tetne: Le noir et le blanc du Fils d’Agatha Moudio, discours sur l’altérité et la mêmeté. In: Voix plurielles, Revue de l'Association des professeur.e.s de français des universités et collèges canadiens (APFUCC). 2022, abgerufen am 9. Dezember 2023 (französisch).
- Marcelline Yolande Ngah: Le dialogue interculturel entre l’Afrique et l’Europe: une lecture de Le Fils d’Agatha Moudio de Francis Bebey. 2022, abgerufen am 9. Dezember 2023 (französisch).
- Arnaud Tcheutou: La transgression des lois du mariage dans „le fils d'Agatha Moudio“ de Francis Bebey. In: Universität Douala, Masterarbeit. 2007, abgerufen am 9. Dezember 2023 (französisch).